# Berufsverband Deutscher Internistinnen und Internisten

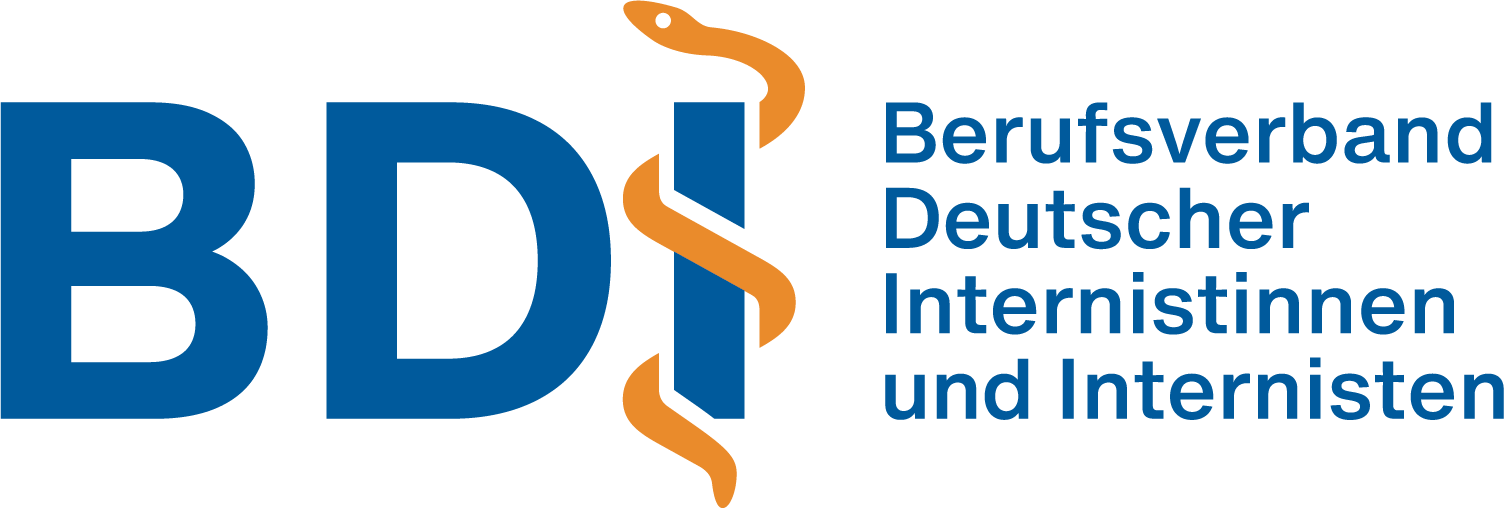
Das aktuelle Logo des BDI seit 2021

Logo BDI bis 2021

Altes Logo

Der Berufsverband Deutscher Internistinnen und Internisten e. V. (BDI) wurde 1959 in Wiesbaden gegründet und ist mit ca. 21.000 Mitgliedern einer der drei größten ärztlichen Berufsverbände Deutschlands und nach dem Deutschen Hausärzteverband Europas zweitgrößter Facharztverband.
Der Verband vertritt die sozial- und berufspolitischen Interessen der organisierten Internisten. Der BDI ist in 17 Landesverbänden organisiert. Für die Schwerpunkte im Gebiet der Inneren Medizin (Angiologie, Endokrinologie, Gastroenterologie, Geriatrie, Hämatologie und Internistische Onkologie, Infektiologie, Kardiologie, Nephrologie, Pneumologie, Rheumatologie) und die Repräsentation ihre Belange hat der Verband Sektionen eingerichtet. Die Sektionen dienen als Bindeglied zu den Schwerpunktfachgesellschaften und Berufsverbänden. Arbeitsgemeinschaften (Fachärztlich tätige Internisten, Hausärztlich tätige Internisten, Internisten im Krankenhaus, Intensivmedizin, Radiologie und Nuklearmedizin, Medizinisches Qualitätsmanagement) und Arbeitskreise (z. B. Junges Forum der Ärztinnen und Ärzte in Weiterbildung, Internistinnen im BDI) stehen den Mitgliedern bei speziellen medizinischen und versorgungsrelevanten Fragen beratend zur Seite.
Insbesondere fördert der Verband die Ausbildung von Studierenden der Medizin, Ärzten in Weiterbildung und die berufliche Fort- und Weiterbildung der Fachärzte für Innere Medizin. Der BDI veranstaltet verschiedene Kongresse und Fortbildungsveranstaltungen.
Der Verband berät seine Mitglieder auch bei berufsrechtlichen Fragen zu Kassenarzt- und Standesrecht, Wirtschaftlichkeitsprüfungen, Honorierung und Arzneimittelregressen, Arbeitsverträgen und Weiterbildung.
Die Geschäftsstelle befindet sich in Wiesbaden, Präsidentin ist seit 2020 Christine Neumann-Grutzeck (Hamburg), 1. Vizepräsident ist Norbert Smetak (Kirchheim) und 2. Vizepräsident Kevin Schulte (Kiel). Das Präsidium wird für eine Amtszeit von vier Jahren gewählt und wurde im September 2024 bestätigt. Geschäftsführer ist seit dem 1. Januar 2024 Bastian Schroeder.

## Günther-Budelmann-Medaille
Der Berufsverband Deutscher Internistinnen und Internisten e. V. vergibt als höchste Auszeichnung die Günther-Budelmann-Medaille, die nach dem ersten Präsidenten des Verbandes benannt ist.
Preisträger (Auswahl):
- Reinhard Fünfstück (2022)
- Horst Feyerband (2019)
- Wolf von Römer (2018)
- Wolfgang Wesiack (2018)
- Johannes Mann (2017)
- Ludger Beyerle (2014)
- Reinhard Büchsel (2013)
- Jörg-Dietrich Hoppe (2012)
- Otto-Albrecht Müller (2010)
- Hans Joachim Sewering, Wolfgang H. Arnold (2008)
- Burkard May (2006)
- Gerhard Wimmer, Hellmut Mehnert (2005)
- Jürgen F. Riemann (1997)
- Bernhard Schlegel (1986)
- Robert Schindlbeck (1985)
- Günther Simon (1988)
- Hartmut Stöckle, Herbert Falk, Hartmut Weinholz, Josef Stockhausen, Erhard Bock